# Asemonea maculata
Asemonea maculata là một loài nhện trong họ Salticidae.
Loài này thuộc chi Asemonea. Asemonea maculata được Fred R. Wanless miêu tả năm 1980.